# Швянтас (озеро, Швянчёнеляйское староство)
Швянтас (лит. Šventas) — небольшое озеро в восточной части Литвы. Расположено на территории Швенченеляйского староства Швянчёнского района. Лежит в 15 километрах к северо-западу от Швянчёниса. Недалеко от озера находится деревня Пашамине. Площадь водной поверхности — 61 га (0,61 км²). Наибольшая глубина 6,7 м, средняя — 3,8 м. Длина береговой линии — 4 км. Через озеро протекает река Швентеле (бассейн Жеймены).